# Adams megye (Ohio)
Adams megye az Amerikai Egyesült Államokban, azon belül Ohio államban található. Megyeszékhelye és legnagyobb városa West Union. Lakosainak száma 27 477 fő (2020. április 1.). Adams megye Highland, Pike, Scioto, Lewis, Mason és Brown megyékkel határos.

## Népesség
A megye népességének változása:
| Lakosok száma | 28 574 | 28 486 | 28 366 | 28 105 | 28 024 | 27 477 |
|               | 2010   | 2011   | 2012   | 2013   | 2015   | 2020   |